# خوان البرتو کاسترو
خوان البرتو کاسترو (انگلیسی: Juan Alberto Castro; ۱۲ ژوئن ۱۹۳۴ – ۱۲ ژوئیهٔ ۱۹۷۹) بازیکن فوتبال اهل آرژانتین بود.
از باشگاه‌هایی که در آن بازی کرده‌است می‌توان به باشگاه فوتبال روساریو سنترال و باشگاه فوتبال اتلتیکو هوراکان اشاره کرد.
وی همچنین در تیم ملی فوتبال آرژانتین بازی کرده‌است.